# Christian Bach (kolarz)
Christian Bach (ur. 22 marca 1979 w Meiningen) – niemiecki kolarz torowy i szosowy, dwukrotny medalista torowych mistrzostw świata.

## Kariera
Pierwszy sukces w karierze Christian Bach osiągnął w 1997 roku, kiedy został wicemistrzem świata juniorów w drużynowym wyścigu na dochodzenie, a indywidualnie był trzeci. Cztery lata później, podczas mistrzostw świata w Antwerpii wspólnie z Guido Fulstem, Sebastianem Siedlerem oraz Jensem Lehmannem wywalczył brązowy medal w drużynowym wyścigu na dochodzenie. Największy sukces w karierze osiągnął podczas mistrzostw świata w Kopenhadze w 2002 roku, gdzie w tej samej konkurencji Niemcy w tym samym składzie zdobyli tym razem srebrne medale. Od 2007 roku startował głównie w wyścigach szosowych, w 2009 roku zakończył karierę. Nie startował na igrzyskach olimpijskich.